# Bernard Gèze
Bernard Gèze est un géologue, hydrogéologue, volcanologue et spéléologue français né le 24 mars 1913 à Toulouse et mort le 8 décembre 1996 à Paris 5e.
Il est cousin avec le géologue Michel Durand-Delga.

## Biographie
En 1931, Bernard Gèze entre à l'Institut national agronomique de Paris et en sort ingénieur agronome trois ans plus tard. Préparateur auprès du professeur Camille Arambourg puis, en 1936, de son successeur le professeur Pierre Lamare, il prépare en parallèle une licence ès Sciences naturelles à la Sorbonne. En 1937, il soutient un Diplôme d'études supérieures intitulé Étude hydrogéologique et morphologique de la bordure sud-ouest du massif central.
Au début de la guerre, il sert comme officier géologue du Corps d'armée de Nancy.
Assistant du professeur Paul Fallot au collège de France en 1942, il prépare sa thèse sur la montagne Noire qu'il soutient en 1949. Chargé de cours puis professeur de géologie à l'École nationale d'agriculture de Montpellier jusqu’en 1952, il succède finalement au professeur Lamare en 1954 à l'Institut d'agronomie où il reste jusqu’à sa retraite en 1982.
En 1954, il devient président de la Société géologique de France. Il fut membre correspondant puis membre titulaire de l'Académie d'agriculture de France.

## Œuvre spéléologique
Bernard Gèze est l'inventeur de la spéléologie scientifique en France en s'intéressant, dès les années 1940, au karst et à l'hydrogéologie.
Le 18 mars 1930, il fait partie des fondateurs du Spéléo-club de France qui devient grâce à lui la Société spéléologique de France le 1er mars 1936. En 1936, il fait également partie des membres fondateurs du Spéléo-club de Paris. En 1945, il décide de fonder avec Louis Fage, René Jeannel, Félix Trombe, Albert Vandel, etc. une commission de spéléologie au sein du CNRS, commission qu'il présida de 1965 à 1976. À la même période, le Bureau de recherches géologiques et géophysiques (BRGG, futur BRGM) confie à Gèze le soin de dresser un répertoire des cavités naturelles. Il fait également partie de la section hydrologie du Comité national français de géodésie et de géophysique. Il devient directeur du laboratoire souterrain de Moulis.
C'est avec l'aide de ces organismes et l'appui de ces grands noms que Bernard Gèze fonde en 1946 les Annales de spéléologie, qui constituent la 3e série de Spelunca, sous la double étiquette de la SSF et du CAF.
En 1953, il est secrétaire général du 1er congrès international de spéléologie à Paris puis fait partie des fondateurs, en 1963, de la Fédération française de spéléologie puis, en 1965 à Postojna (Slovénie), de l'Union internationale de spéléologie, qu'il dirige jusqu'en 1973 où il en devient président d'honneur.
Il a participé à de célèbres explorations souterraines : Henne Morte (1946), évent de Rognès (1948), gouffre de Penne Blanque (1955), gouffre de Padirac (1952), etc. Une salle de l'aven d'Orgnac porte son nom.

## Distinctions
- 1961 :  Chevalier de la Légion d'honneur[4]
- Chevalier de l'ordre des Palmes académiques
- Officier de l'ordre du Mérite agricole
- Officier de l'ordre du Mérite sportif‎
- 1963 : membre d'honneur de la Fédération française de spéléologie
- 1977 : président honoraire de l'Union internationale de spéléologie[5]
- 1988 : Grande Médaille du Club Cévenol

## Publications
- (1937) - « Étude hydrogéologique et morphologique de la bordure sud-ouest du Massif central », Ann. Inst. nat. agronomique tome XXIX, Paris, 80 p.
- (1939) - « Influence de la tectonique sur la localisation des sources vauclusiennes », Actes du 1er Congrès national de spéléologie de Mazamet
- (1943) - « Géographie physique et géologie du Cameroun occidental », Mém. Mus. nat. Hist. nat. tome 17, 172 p.
- (1947) - « Paléosols et sols dus à l'évolution actuelle », Ann. Ecole nat. Agriculture Montpellier tome XXVII fascicule IV, Montpellier, 25 p.
- (1948) - « La capture souterraine du Thoré (versant atlantique) par le Jaur (versant méditerranéen) », Ann. Spéléologie tome III fascicule 4, p. 233-242
- (1949) - « Méthode d'étude de la zonalité pédogénétique par la paléopédologie », C. R. Acad. Sci., Paris, tome 228, p. 333-334
- (1949) - « Étude géologique de la Montagne Noire et des Cévennes méridionales », Mém. Soc. géol. France, no 62, 215 p.
- (1952) - « Sur le sens de déversement des nappes de la Montagne Noire », Bull. Soc. géol. France, (6) tome II, p. 491-534
- (1953) - « Allocution présidentielle : La genèse des gouffres », Premier congrès international de spéléologie, tome II - Communications ; Section I - Hydrogéologie et Morphologie karstique, Paris, p. 11-24
- (1953) - « Les volcans du Cameroun occidental », Bull. Volcanol. (II) tome XIII, Naples, p. 63-92
- (1955) - « Le volcanisme des Causses et du Bas-Languedoc (France) », Bull. Volcanol. (II) tome XVII, Naples, p. 73-89
- (1959) - « Les volcans du Tibesti (Sahara du Tchad) », Bull. Volcanol. (II) tome XXII, Naples, p. 135-172
- (1960-63) - « Caractères structuraux de l'arc de Nice (Alpes maritimes) », Livre mém. Paul Fallot, Mémoire hors série tome II, Société géologique de France, Paris, p. 289-300
- (1965) - La Spéléologie scientifique, Éditions du Seuil, Paris
- (1974) - La « geste » de Robert de Joly, explorateur d'abîmes, Chez Pierre Fanlac, Périgueux
- (1976) - « Aquitaine orientale », Guides géologiques régionaux, Éd. Masson, Paris
- (1979) - « Languedoc méditerranéen », Guides géologiques régionaux, Éd. Masson, Paris
- (1985) - « Origines et évolution de la géospéléologie française », Travaux du Comité français d'histoire de la géologie, 2e série tome III, Paris
- (1986) - « La géologie dans les romans de Jules Verne », Travaux du comité français d'histoire de la géologie, 2e série, tome IV, no 9, Paris, p. 71-79
- (1991) - « Présidents à gratter », Travaux du comité français d'histoire de la géologie 3e série, tome V, no 11, Paris, p. 99-115
- (1994) :
  - - « Analyse d'ouvrage :"Cent ans de spéléologie française" », Spelunca-Mémoire, no 17, Lyon & Travaux du comité français d'histoire de la géologie 3e série, tome VIII, no 10, Paris, p. 117
  - - « La ruée vers le phosphate dans les cavernes du Midi de la France », Travaux du comité français d'histoire de la géologie 3e série, tome VIII, no 5, Paris, p. 41-54
- (1997) - « La ruée vers le phosphate dans les cavernes du Midi de la France », De la géologie à son histoire, Comité des travaux historiques et scientifiques, Paris, section des Sciences, vol. 13, p. 207-216 (à titre posthume)